# 細川晴国
細川 晴国（ほそかわ はるくに）は、戦国時代の武将。細川野州家5代当主。管領・細川高国の実弟。

## 生涯
永正13年（1516年）8月、細川政春の子として誕生。兄・高国が本家の京兆家を継いだ当時、父の政春には高国以外に男子がおらずその後継が問題になっていたが、永正13年8月になって晴国が誕生したことで問題は解消された。幼名は虎益（または虎増）。
永正15年（1518年）1月、3歳の時に父が病死し、30歳以上年長である兄の庇護を受ける。
大永6年（1526年）、兄の養子である細川氏綱と同時に元服し、室町幕府の12代将軍・足利義晴の偏諱を受け、晴国と名乗った。当時11歳で、義晴への出仕もしていない晴国が元服をした背景には、野州家（房州家）の家督の安定化を図ったものとみられている。晴国は実際の官途名として安房守を名乗っていないが、本来であれば将来的には政春の後継者として安房守を称していたと考えられる（細川稙国の没後、高国が晴国を養子にしなかった背景とも考えられている）。
享禄4年（1531年）6月、高国が三好元長や細川晴元らの攻撃によって敗北し、自害に追いやられた（大物崩れ）。そのため、晴国は高国派の摂津国・丹波国における勢力に次期京兆家当主として擁立され、天文2年（1533年）5月に山城国において挙兵し、晴元と戦った。
始めは石山本願寺と結んだ晴国が優勢で、6月には晴元側の武将・薬師寺国長を敗死させる戦果を挙げたが、同年冬に晴元の要請を受けた法華一揆に攻められ敗北した。やがて、石山本願寺と晴元が和睦を結んで劣勢となり、天文5年（1536年）8月29日、晴元と内通した三宅国村の裏切りにより、摂津天王寺で自害に追い込まれた。享年21。
晴国は細川一族内では野州家改め房州家を継ぐ立場と認識されており、房州家よりも格上とされていた典厩家から高国の養子となっていた氏綱には、晴国が高国の後継者を名乗ることに異論があったとみられ、晴国の挙兵に加わらなかった。また、氏綱が後に晴元に対して挙兵した時、氏綱陣営に加わった三宅国村が過去の経緯を問われなかったのも、氏綱と晴国の微妙な関係によるものと考えられている。
晴国の死後、野州家の家督は傍流の通董に移ったが、備中の国人領主の立場に甘んじるに留まった。畿内における晴元との抗争は高国の養子を称する細川氏綱によって引き継がれることになる。